# Erebia semiocellata
Erebia semiocellata är en fjärilsart som beskrevs av Stetter-stättermayer 1933. Erebia semiocellata ingår i släktet Erebia och familjen praktfjärilar. Inga underarter finns listade i Catalogue of Life.